# Prinses Turandot
Prinses Turandot is een hoorspel van Wolfgang Hildesheimer. Prinzessin Turandot werd op 10 oktober 1954 door de Nordwestdeutscher Rundfunk uitgezonden en kreeg in dat jaar de Hörspielpreis der Kriegsblinden. De VARA zond het uit op woensdag 3 oktober 1956. De vertaling was van Annie den Hertog-Pothoff en de regie berustte bij Jan C. Hubert. De muzikale illustratie bestond uit instrumentale gedeelten uit Giacomo Puccini’s gelijknamige opera. Het hoorspel duurde 60 minuten.

## Rolbezetting
- Fé Sciarone (prinses Turandot)
- John de Freese (de onechte prins van Astrachan)
- Hetty Berger (de slavin en voormalige prinses Pnina)
- Harry Bronk (de ware prins van Astrachan)
- Piet te Nuyl sr. (de Chinese keizer)
- Mien van Kerckhoven-Kling (Liang, een oude slavin)
- Rien van Noppen (Hü, kanselier)
- Jan Borkus (Tse, ceremoniemeester)
- Nel Snel (een vrouw uit het volk)
- Jo Vischer sr. (een oude man)

## Inhoud
Het oude verhaal van de Chinese prinses, die alle door haar schoonheid aangelokte vrijers laat terechtstellen als ze haar raadsels niet kunnen oplossen, werd door Hildesheimer eigenzinnig veranderd. Het gaat niet meer om raadsels, maar om een woordgevecht op leven en dood, waarbij diegene verliest die als eerste de draad kwijtraakt. Bovendien is de prins, die Turandot na negentien terechtgestelde vrijers uiteindelijk overwint, in werkelijkheid een avonturier, erger nog: een gentleman-oplichter. Bij Hildesheimer staat de schrandere kop met fantasie boven de geboorte-adel.